# Phoenicoprocta partheni
Phoenicoprocta partheni är en fjärilsart som beskrevs av Fabricius 1793. Phoenicoprocta partheni ingår i släktet Phoenicoprocta och familjen björnspinnare. Inga underarter finns listade i Catalogue of Life.